# Dan Brouillette
Danny Ray Brouillette (Paincourtville, 18 agosto 1962) è un politico e imprenditore statunitense, Segretario dell'Energia sotto la presidenza Trump dal 2019 al 2021.

## Biografia
Nato a Paincourtville, in Louisiana, Dan Brouillette diventa direttore legislativo del rappresentante del Congresso Billy Tauzin dal 1989 al 1997. È stato anche assistente per il Segretario degli affari congressuali e intergovernativi del Dipartimento dell'energia durante la presidenza di George W. Bush. Ha lavorato poi come capo dello staff sempre per Billy Tauzin ed è stato anche Direttore del personale del comitato per l'energia e il commercio della Camera dal 2003 al 2004.
Il 3 aprile 2017 viene nominato dal presidente Donald Trump come vice segretario dell'energia, carica che venne successivamente confermata l'8 agosto seguente. Il 18 ottobre 2019 viene nominato da Trump come segretario dell'energia in sostituzione del dimissionario Rick Perry. Il 2 dicembre il Senato conferma la sua nomina con 70 sì e 15 no, prestando giuramento il 4 dicembre.